# Ross the Boss
Ross the Boss ist die deutsch-amerikanische True-und-Heavy-Metal-Band des ehemaligen Manowar-Gitarristen Ross Friedman.

## Geschichte
Die Band lernte sich 2005 nach dem Earthshaker Festival kennen, wo Friedman zum ersten Mal nach 17 Jahren mit seinen Exkollegen von Manowar auf der Bühne stand. Nach diesem Auftritt wurde er von Oliver Weinsheimer und Majesty- und Metalforce-Sänger Tarek Maghary kontaktiert, die ihn für ihr „Keep It True“-Festival engagieren wollten. Sie stellten damals den Kontakt her zu den deutschen Musikern Patrick Fuchs (Gesang) und Carsten Kettering (Bass) von Ivory Night und zu Matze Mayer (Schlagzeug), der damals bei Divinus spielte. Nach einigen Auftritten in Europa mit Manowar-Klassikern aus Friedmans Ära stand für die Musiker fest, dass sie in dieser Formation auch weiterhin zusammenspielen wollen.
2008 entstand das erste Album der Band, New Metal Leader, welches in Deutschland Platz 99 der Albumcharts erreichte. Viele sehen den Albumtitel als eine Anspielung auf das Manowar-Album Kings of Metal.
2010 kam ihr zweites Studioalbum Hailstorm auf den Markt. Es bekam zahlreiche positive Bewertungen. Unter anderem hieß es, „Die alten und die neuen Ross Alben, sind das, wo Manowar jetzt hätte sein können“.
Im Juni 2011 waren sie Co-Headliner beim Gillmanfest in Venezuela. Außerdem spielten sie auf verschiedenen Festivals in ganz Europa, inklusive des Masters of Rock in Tschechien.

## Der Bandname
Der Name Ross the Boss ist zwar auch Friedmans Künstlername, aber hier steht er für den Bandnamen. Es ist kein Soloprojekt Friedmans, sondern es wird immer wieder klargestellt, dass es sich um eine Band handelt, in der jeder die gleichen Rechte genießt.

## Diskografie
- 2008: New Metal Leader (AFM Records / Candlelight Records)
- 2010: Hailstorm (AFM)
- 2018: By Blood Sworn (AFM)
- 2020: Born of Fire (AFM)